# فرد لويس (لاعب كرة قاعدة)
فرد لويس (بالإنجليزية: Fred Lewis)‏ هو لاعب كرة قاعدة أمريكي، ولد في 9 ديسمبر 1980 في هاتيسبورغ في الولايات المتحدة.

## وصلات خارجية
- فرد لويس على موقع دوري كرة القاعدة الرئيسي (الإنجليزية)
- فرد لويس على موقع الدوري الياباني لكرة القاعدة (الإنجليزية)
- فرد لويس على موقعبيزبول رفرنس.كوم (الدوري الرئيسي) (الإنجليزية)
- فرد لويس على موقعبيزبول رفرنس.كوم (الدوري الثانوي) (الإنجليزية)
- فرد لويس على موقع إي إس بي إن.كوم (أم.أل.بي) (الإنجليزية)
- فرد لويس على موقع مشجعي الرسوم البيانية (الإنجليزية)